# Années 1850 av. J.-C.
Les années 1850 av. J.-C. couvrent les années de 1859 av. J.-C. à 1850 av. J.-C.

## Évènements
- 1860 av. J.-C.[1] : comme les présages sont particulièrement sombres, le roi d’Isin Erra-imitti, redoutant la colère des dieux place sur le trône son jardinier Enlil-bâni. Celui-ci doit régner quelque temps, puis être exécuté et enterré en grande pompe. Mais Erra-imitti meurt peu de temps après et Enlil-bâni conserve le trône (fin de règne en 1837 av. J.-C.)[2].
- Vers 1860 av. J.-C. : début du règne Ibal-pî-El Ier, roi d’Eshnunna. Il occupe Rapiqum sur l’Euphrate, Assur sur le Tigre, Qabrâ dans la plaine d’Erbil et Ashnakkum sur le Khabur, dans le but de contrôler toutes les routes commerciales qui convergent vers Eshnunna puis Suse[2].
- Vers 1855 av. J.-C. : début de l'âge nuragique en Sardaigne qui succède aux civilisations d'Abealzu-Filigosa et de Monte Claro [3].
- Vers 1850 av. J.-C. : rédaction du papyrus de Moscou, une des premières sources sur les connaissances mathématiques en Égypte antique[4].